# Horst Ludwig Meyer
Horst Ludwig Meyer (* 18. Februar 1956 in Schwenningen; † 15. September 1999 in Wien) war ein mutmaßlicher Terrorist der Rote Armee Fraktion (RAF).

## Leben
Meyer erlernte den Beruf des Starkstromtechnikers. Von 1975 bis 1979 arbeitete er als Elektroinstallateur, dann als Kioskverkäufer.
Ab 1984 verschwand er mit seiner damaligen Ehefrau Barbara Meyer. Nach Aussagen von Barbara Meyer hielt er sich seit 1987 vorübergehend im Libanon auf. Das BKA rechnete ihn zur Kommandoebene der dritten Generation der RAF. Er wurde verdächtigt, an den bis heute nicht vollständig aufgeklärten Morden an Karl Heinz Beckurts und dem MTU-Chef Ernst Zimmermann beteiligt gewesen zu sein. Das Bundesamt für Verfassungsschutz hatte seit Mitte der 1990er Jahre laut verschiedenen Zeitungsberichten Zweifel, dass der steckbrieflich gesuchte Meyer tatsächlich „zum Kreis der Illegalen“ gehörte.
Im September 1999, ein Jahr nach Auflösung der RAF, geriet Meyer zusammen mit Andrea Klump in eine Polizeikontrolle in Wien. Dort waren beide polizeilichen Ermittlungen zufolge seit 1995 wohnhaft. Ein Anwohner hatte zuvor der Polizei ein auffälliges Paar gemeldet, das sich an einer Straßenecke aufhielt. Das Duo versuchte bei der Kontrolle durch eine Polizistin zu flüchten, Meyer entriss dieser dabei Dienstpistole und Autoschlüssel. Später eröffnete er das Feuer auf herbeigerufene österreichische Beamte der Sondereinheit WEGA und wurde bei der folgenden Schießerei getötet.
Klump beschuldigte Meyer, den Bombenanschlag in Budapest am 23. Dezember 1991 auf einen mit 29 sowjetischen Juden – vorwiegend Familien mit kleinen Kindern – und zwei Begleitern besetzten Reisebus geplant und durchgeführt zu haben. Seine DNA wurde in den für die Tat angemieteten zwei PKW – beide vom Typ Fiat Tipo – sowie in der konspirativen Wohnung im XI. Bezirk von Budapest gefunden. Er mietete sich dort im Frühjahr 1991 ein, nachdem er mit gefälschten Papieren unter dem Namen „Winfried Robert Georg Hamdaker“ nach Ungarn eingereist war.
In der Wohnung wurden zwei weitere DNA-Spuren sichergestellt; von denen konnte eine Andrea Klump zugeordnet werden, die Identität der dritten Person ist bis heute ungeklärt. Die Juden befanden sich auf dem Ausreisetransit aus der Sowjetunion nach Israel. Ein mit Sprengstoff am Fahrbahnrand abgestellter PKW wurde durch Fernzündung zur Explosion gebracht. Auf Grund eines Konstruktionsfehlers entfaltete die Explosion nicht die volle Wirkung. Die Insassen eines dem Bus vorausfahrenden Polizeifahrzeuges wurden schwer und vier jüdische Businsassen leicht verletzt.
In Meyers Todesjahr verübte eine Gruppe „Aktionsgruppe horst ludwig meyer, respektive raf, 4. Generation“ einen Anschlag mit Molotowcocktails auf die österreichische Botschaft in Kopenhagen. Diese Gruppe hat jedoch wahrscheinlich nichts mit der RAF gemein.

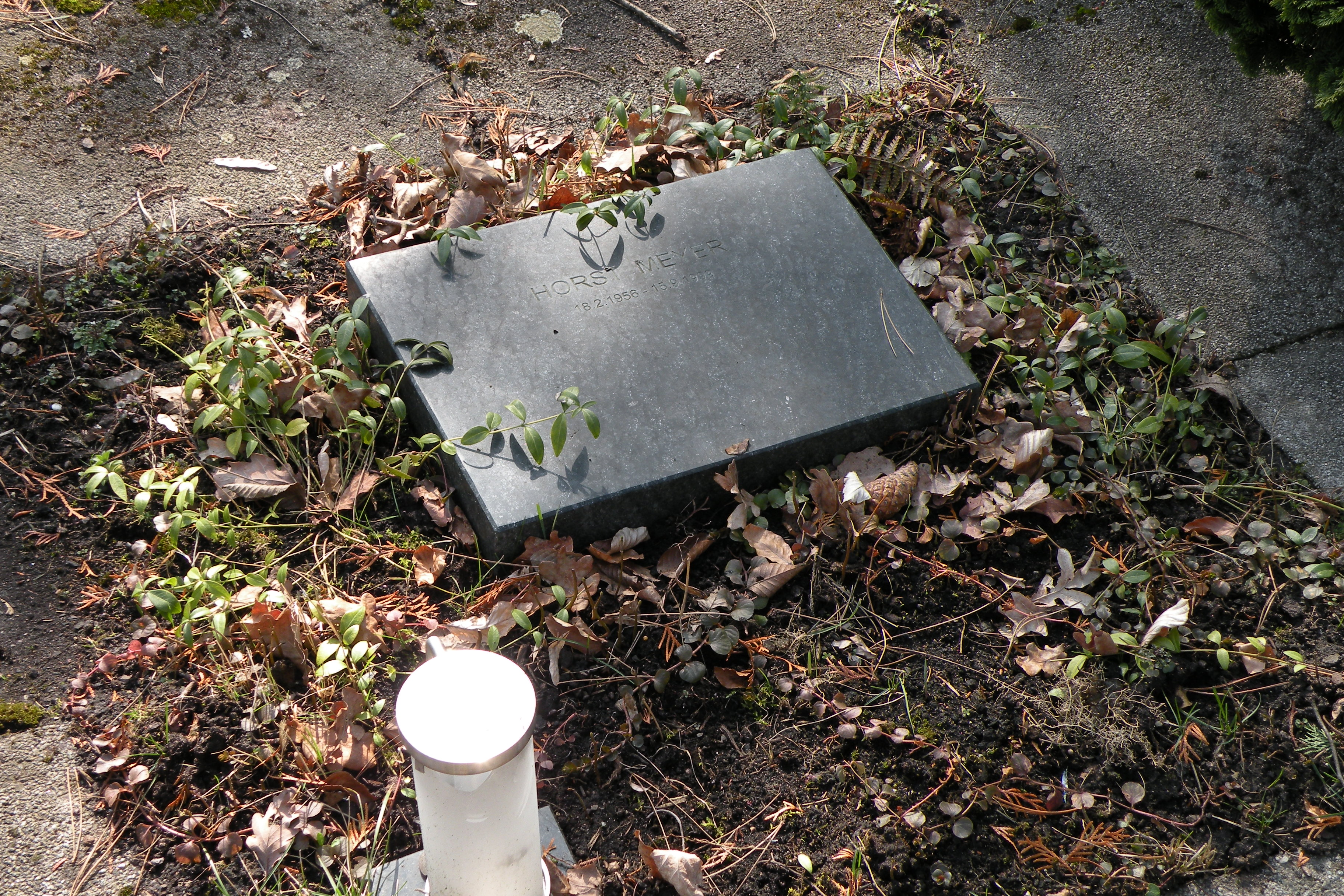
Urnengrab auf dem Dornhaldenfriedhof in Stuttgart

Meyer wurde auf dem Dornhaldenfriedhof in Stuttgart-Degerloch beigesetzt, auf dem sich auch das Gemeinschaftsgrab von Andreas Baader, Jan-Carl Raspe und Gudrun Ensslin befindet.